# Peter Newman (Tennisspieler)
Peter Newman (* 1936 oder 1937) ist ein ehemaliger australischer Tennisspieler.

## Karriere
Peter Newman war erfolgreicher Juniorentennisspieler und wurde mit unter 17 Jahren Altersklassenmeister von New South Wales.
Zwischen 1956 und 1958 trat Newman bei den Australian Championships an, die später als Australian Open ausgetragen wurden. Sein bestes Ergebnis im Einzel war das Erreichen der zweiten Runde bei den Australian Championships 1956, wo er gegen seinen Landsmann Ashley Cooper verlor. Im Mixed-Doppel erreichte er 1958 mit der Britin Angela Mortimer das Finale der Australian Championships; dieses verloren sie in drei Sätzen gegen Mary Hawton und Robert Howe.
Nach 1958 ist nichts über sein weiteres Leben und seine Karriere bekannt.

## Persönliches
Als Jugendlicher lebte Peter Newman in Sydney.

## Erfolge bei Grand-Slam-Turnieren

### Mixed

#### Finalteilnahmen
| Nr. | Datum             | Turnier                  | Belag | Partnerin       | Finalgegner             | Ergebnis       |
| --- | ----------------- | ------------------------ | ----- | --------------- | ----------------------- | -------------- |
| 1.  | 12. Dezember 1958 | Australian Championships | Rasen | Angela Mortimer | Mary Hawton Robert Howe | 11:9, 1:6, 2:6 |